# 裴耀卿
裴耀卿（681年—744年），字子焕，绛州聞喜（今山西聞喜县）人，出自河东裴氏定著五房之一的南来吴裴，玄宗時的政治家和诗人。

## 家世
- 高祖裴景，仕北周举秀才，富平县令。
- 曾祖裴正，隋丰州司马、苏州大总管府赞治。
- 祖父裴昚，字歸厚，皇朝举秀才，授许州司户，登明经高科，迁南鄭、酇令。
- 父裴守真，字方忠，县尉、太常博士、详正学士、夏官员外、成宁二州刺史，赠户部尚书，生七子，第三子即耀卿。

## 生平
自小是個神童，八歲能應童子試。二十歲時授秘书省正字，不久补相王府（後來的唐睿宗）藩邸典韱。唐睿宗即位，授国子監主簿、检校詹事府丞，升考功员外郎，改右司郎中、兵部郎中。。开元初，为长安令。开元十三年（725年），官济州刺史，改任宣州、冀州刺史，入為戶部侍郎。二十年（732年），隨信安王李禕討伐契丹，遷京兆尹。二十一年（733年），官黄门侍郎，同中书门下平章事，兼江淮、河南轉運使。二十二年（734年），官侍中，二十四年（736年）任尚书左丞相、參知政事，封赵城侯。天寶元年（742年），改为尚书右仆射，转左仆射（一作自左仆射转右仆射）。三年七月十八日（744年8月30日）卒，年六十三，赠太子太傅，谥曰文獻。
耀卿的主要功绩是整顿漕运。江南当时是主要产粮区，江淮两京（洛阳、长安）之间漕运举足轻重的地位，为唐朝财源的依托和保证。至唐玄宗后期，一度漕运不畅，京师粮食供不应求。玄宗听从耀卿整顿漕运的建议，命他为江淮、河南转运使，负责漕运。裴耀卿在黄河入汴的附近设输场并置河阴仓。江南漕运至输场，即将租米纳入仓内，船返本州。然后再由政府另雇运船，一路经洛漕输含嘉仓；另一路到三门峡的集津仓，再由陆运十八里至陕西盐仓，绕过三门峡之险，再水运至黄河岸的陕州太原仓，溯河水到潼关附近的永丰仓，经渭水直达长安。自开元十二年（734年）以后的三年中，运往关中长发的租米达七百万斛，是隋唐漕运史上的最高记录，节省陆路雇车运费三十万缗。裴耀卿成功地整顿漕运，成为开元盛世的一段佳话。
他和张九龄的关系很好。737年跟張九齡一起被李林甫陷害，被玄宗免除宰相职务，但沒跟張九齡一起被貶，繼續居高位，天宝三载（744年）去世。

## 子孙
有子八人：
- 裴遂，太子司議郎。
- 裴泛，梁州都督。
- 裴汯，祕書少監。
- 裴综，吏部郎中。
  - 孙：裴佶，字弘正，吏部侍郎、國子祭酒、工部尚书。
  - 孙：裴琬，侍御史。
  - 孙：裴武，京兆少尹、太府卿。
- 裴延，通事舍人。
- 裴皋，給事中。
  - 孙：裴堪，谏议大夫、江西觀察使。

有一孙女嫁元义方并至少生有一女（776年—804年），嫁同州澄城县主簿韦孟明。